# Байзацький район
Байза́цький райо́н (каз. Байзақ ауданы, рос. Байзакский район) — адміністративна одиниця у складі Жамбильської області Казахстану. Адміністративний центр — село Сарикемер.

## Населення
Населення — 102864 особи (2021; 83931 у 2009, 69495 у 1999, 64417 у 1989).
Національний склад (станом на 2010 рік):
- казахи — 69668 осіб (82,27%)
- турки — 7756 осіб (9,16%)
- росіяни — 2587 осіб (3,06%)
- курди — 934 особи
- азербайджанці — 818 осіб
- узбеки — 622 особи
- татари — 406 осіб
- киргизи — 383 особи
- корейці — 279 осіб
- німці — 251 особа
- українці — 180 осіб
- білоруси — 76 осіб
- уйгури — 69 осіб
- греки — 54 особи
- дунгани — 15 осіб
- таджики — 14 осіб
- чеченці — 6 осіб
- інші — 565 осіб

## Історія
Утворений 14 лютого 1938 року як Свердловський район, сучасна назва з 20 грудня 1995 року. 1997 року до складу району включено селище Талас та село Красна Звєзда сусіднього Жамбильського району. Пізніше село Казпосьолок було включене до сладу міста Тараз, селище Талас повернуто до складу Жамбильського району. 2019 року до складу району вдруге увійшло селище Талас сусіднього Жамбильського району. 2024 року до складу Таразької міської адміністрацію передано територію району площею 17,61 км²

## Склад
До складу району входять 18 сільських округів:
| Поселення                        | Площа, км² | Населення, осіб (1989) | Населення, осіб (1999) | Населення, осіб (2009) | Населення, осіб (2021) | Центр         | Населені пункти |
| -------------------------------- | ---------- | ---------------------- | ---------------------- | ---------------------- | ---------------------- | ------------- | --------------- |
| Байтерецький сільський округ     | 19,16      | 1407                   | 1959                   | 957                    | 2050                   | Кусак         | 2               |
| Ботамойнацький сільський округ   | -          | 2862                   | 3422                   | 4579                   | 6574                   | Байзак        | 3               |
| Бурильський сільський округ      | -          | 7380                   | 8061                   | 10292                  | 11866                  | Бурил         | 2               |
| Діханський сільський округ       | -          | 2443                   | 2467                   | 2841                   | 3045                   | Діхан         | 3               |
| Жалгизтобинський сільський округ | -          | 2507                   | 3134                   | 2810                   | 2851                   | Жетибай       | 3               |
| Жанатурмиський сільський округ   | -          | 2383                   | 2790                   | 3653                   | 3543                   | Кокбастау     | 7               |
| Интимацький сільський округ      | -          | 2018                   | 2087                   | 2015                   | 1997                   | Мадімар       | 1               |
| Кизилжулдизький сільський округ  | -          | 3653                   | 4593                   | 5070                   | 6300                   | Красна Звєзда | 1               |
| Коктальський сільський округ     | -          | 1625                   | 1878                   | 2520                   | 3495                   | Коктал        | 1               |
| Коптерецький сільський округ     | -          | 2414                   | 2213                   | 2276                   | 2180                   | Кенес         | 1               |
| Костюбинський сільський округ    | -          | 4675                   | 4570                   | 5621                   | 6412                   | Талас         | 3               |
| Мирзатайський сільський округ    | -          | 2777                   | 3010                   | 3228                   | 3440                   | Мирзатай      | 3               |
| Сазтерецький сільський округ     | -          | 1698                   | 1838                   | 1502                   | 1785                   | Абай          | 3               |
| Сарикемерський сільський округ   | -          | 14743                  | 15563                  | 24314                  | 32043                  | Сарикемер     | 1               |
| Суханбаєвський сільський округ   | -          | 2385                   | 2462                   | 2064                   | 2434                   | Жакаш         | 3               |
| Темірбецький сільський округ     | -          | 2372                   | 2229                   | 2113                   | 1690                   | Тегістік      | 3               |
| Туймекентський сільський округ   | -          | 5632                   | 5792                   | 6293                   | 8395                   | Туймекент     | 2               |
| Ульгулинський сільський округ    | -          | 1443                   | 1427                   | 1783                   | 2764                   | Ульгулі       | 1               |

## Найбільші населені пункти
Населені пункти з чисельністю населення понад 2000 осіб:
| №  | Населений пункт | Населення, осіб (1989) | Населення, осіб (1999) | Населення, осіб (2009) | Населення, осіб (2021) |
| -- | --------------- | ---------------------- | ---------------------- | ---------------------- | ---------------------- |
| 1  | Сарикемер       | 14743                  | 15563                  | 24314                  | 32043                  |
| 2  | Бурил           | 4760                   | 5033                   | 6689                   | 7532                   |
| 3  | Туймекент       | 4430                   | 4511                   | 5195                   | 7405                   |
| 4  | Красна Звєзда   | 2302                   | 4593                   | 5070                   | 6300                   |
| 5  | Байзак          | 2317                   | 2784                   | 3884                   | 5850                   |
| 6  | Кумжота         | 2620                   | 3028                   | 3603                   | 4334                   |
| 7  | Талас           | 2290                   | 2537                   | 2921                   | 3849                   |
| 8  | Коктал          | 1625                   | 1878                   | 2520                   | 3495                   |
| 9  | Ульгулі         | 1443                   | 1427                   | 1783                   | 2764                   |
| 10 | Кенес           | 2414                   | 2213                   | 2276                   | 2180                   |
| 11 | Костобе         | 1399                   | 1511                   | 1553                   | 2056                   |